# پیمان نرچینسک
پیمان نرچینسک (چینی سنتی: 尼布楚條約) در سال ۱۶۸۹ اولین ماهده بین روسیه تزاری و دودمان چینگ از چین است. روسها نواحی شمالی رود آمور را تا رشته‌کوه استانووی واگذار و منطقه بین رود آرگون و دریاچه بایکال را حفظ کردند. این مرز بین رود آرگون و رشته کوه استانووی تا الحاق آمور طی معاهده آیگون در ۱۸۵۸ و معاهده پکن در ۱۸۶۰ برجای ماند. این معاهده بازارهایی برای کالاهای روسی در چین گشود و دسترسی به منابع اولیه و کالاهای نفیس چینی را فراهم کرد.
معاهده در ۲۷ آگوست ۱۶۸۹ در نرچینسک امضا شد. امضا کنندگان سونگگتو از جانب امپراتور کانگ شی و فئودور گلووین از جانب پتریکم و ایوان پنجم بودند.
نسخه مورد استناد به زبان لاتین بود، به همراه ترجمه هایی به زبانهای روسی و مانچو، اما این نسخه ها تفاوتهای قابل ملاحظه ایی داشتند. تا دو قرن بعد هیچ متن رسمی چینی وجود نداشت، اما علائم مرزی در نسخه چینی همزمان به زبانهای مانچو، روسی و لاتین ثبت شده بود.
بعدها، در ۱۷۲۷، معاهده کیاختا آنچه که اکنون مرز مغولستان در غرب آرگون است را تثبیت و مسیر تجارت کاروانها را گشود. در ۱۸۵۸(پیمان آیگون) روسیه سرزمینهای شمال آمور و در ۱۸۶۰(معاهده پکن) ساحل را تا ولادی وستوک گرفت. مرز فعلی در امتداد رودخانه های آرگون، آمور و اوسوری قرار دارد.

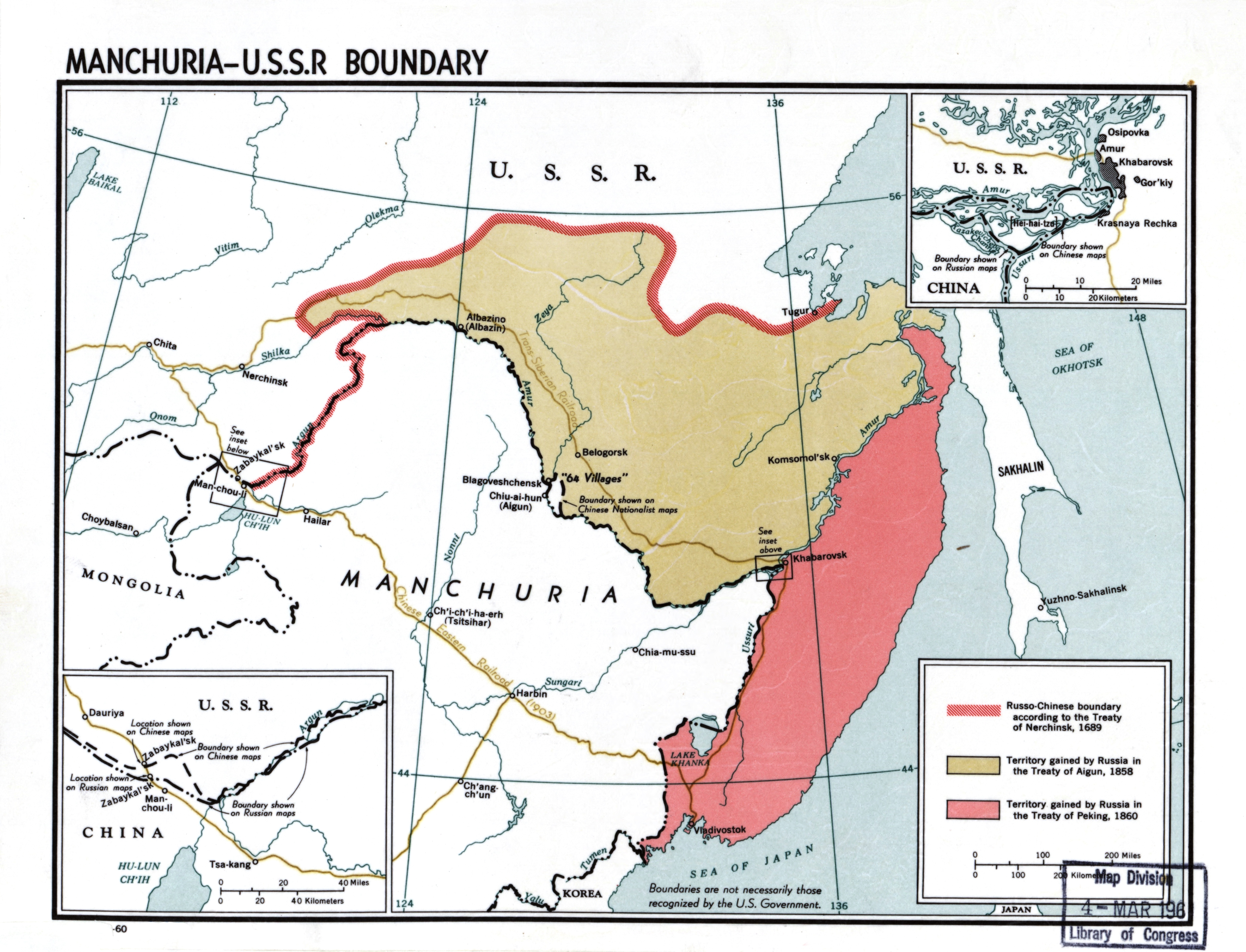
تغییرات در مرزهای چین و روسیه مابین قرنهای هفدهم تا نوزدهم